# Pseudosmittia holsata
Pseudosmittia holsata är en tvåvingeart som beskrevs av August Friedrich Thienemann 1940. Pseudosmittia holsata ingår i släktet Pseudosmittia och familjen fjädermyggor. Arten är reproducerande i Sverige. Inga underarter finns listade i Catalogue of Life.